# Listor över svenska miljardärer
Listor över svenska miljardärer sammanställs av olika tidningar. Den lista som oftast refereras till är Veckans Affärers årliga ranking, som presenterades första gången 1996..  Det amerikanska affärsmagasinet Forbes sammanställer också en lista över världens dollarmiljardärer varje år sedan 1987 en lista över världens rikaste dollarmiljardärer, där en handfull svenskar finns med.
Åren 1999-2007 förde Statistiska Centralbyrån (SCB) ett personbaserat förmögenhetsregister med kontrolluppgifter över finansiella tillgångar och skulder.
I juni-2008 släppte ekonomerna Jesper Roine och Daniel Waldenström sin slutrapport som sade att de förmögnaste i Sverige hade betydligt större förmögenheter än vad som syntes i den officiella statistiken efter 1980. De hävdade vidare att slopandet av förmögenhetsskatten 2007 och på sikt kontrolluppgifterna skulle försvåra insamlingen av data, men kunde också leda till förbättrade metoder för kartläggning och därmed mer tillförlitlig statistik.
I början av 2010 framkom det att SCB:s statistik för 2006 och 2007 var missvisande för vissa personer med förmögenheter över 3 miljoner kronor, vilket korrigerades. SCB utreder under 2012 alternativa källor och metoder för att framöver igen kunna föra ett tillförlitligt förmögenhetsregister.

## Antal svenska miljardärer[9]
- 1999:  50
- 2000:  89
- 2001:  83
- 2002:  84
- 2003: 100
- 2004: 100
- 2005: 102
- 2006: 125
- 2007: 136
- 2008:  98
- 2009: 106
- 2010: 111
- 2011: 108
- 2012: 119
- 2013: 136
- 2014: 147
- 2015: 156
- 2016: 178
- 2017: 184
- 2018: 191

## Listor på årsbasis
- Listor över svenska miljardärer (1980-1989)
- Lista över svenska miljardärer (1998)
- Lista över svenska miljardärer (1999) (50 namn)[10]
- Lista över svenska miljardärer (2004) (80 namn)
- Lista över svenska miljardärer (2005) (102 namn)
- Lista över svenska miljardärer (2006) (126 namn)
- Lista över svenska miljardärer (2009) (106 namn)
- Lista över svenska miljardärer (2010) (105 namn)
- Lista över svenska miljardärer (2011) (108 namn)
- Lista över svenska miljardärer (2012) (119 namn)
- Lista över svenska miljardärer (2013) (136 namn)
- Lista över svenska miljardärer (2014) (147 namn)
- Lista över svenska miljardärer (2015) (156 namn)
- Lista över svenska miljardärer (2016) (178 namn)
- Lista över svenska miljardärer (2017) (184 namn)
- Lista över svenska miljardärer (2018)
- Lista över svenska miljardärer (2023)